# Micropera uncinata
Micropera uncinata là một loài thực vật có hoa trong họ Lan. Loài này được (Teijsm. & Binn.) Garay mô tả khoa học đầu tiên năm 1972.